# Summer World University Games 2025/Rudern
Bei den Summer World University Games 2025 wurden 11 Wettkämpfe im Rudern auf der Regattabahn Duisburg ausgetragen.

## Bilanz

### Medaillenspiegel
| Platz  | Land               | 00 | 00 | 00 | Gesamt |
| ------ | ------------------ | -- | -- | -- | ------ |
| 1      | Großbritannien     | 3  | 1  | 1  | 5      |
| 2      | Niederlande        | 2  | 2  | 2  | 6      |
| 3      | Italien            | 2  | 2  | 1  | 5      |
| 4      | Litauen            | 2  | –  | 2  | 4      |
| 5      | Tschechien         | 1  | –  | 1  | 2      |
| 6      | Moldau             | 1  | –  | –  | 1      |
| 7      | Deutschland        | –  | 3  | –  | 3      |
| 8      | Polen              | –  | 1  | 1  | 2      |
| 9      | Kroatien           | –  | 1  | –  | 1      |
| 9      | Südafrika          | –  | 1  | –  | 1      |
| 11     | Neuseeland         | –  | –  | 1  | 1      |
| 11     | Türkei             | –  | –  | 1  | 1      |
| 11     | Vereinigte Staaten | –  | –  | 1  | 1      |
| Gesamt | Gesamt             | 11 | 11 | 11 | 33     |

### Medaillengewinner

#### Männer
| Disziplin              | Gold | Silber | Bronze |
| ---------------------- | --- | --- | --- |
| Einer                  | Ivan Corsunov (MDA) | Joshua Knight (GBR) | Arnedas Kelmelis (LTU) |
| Zweier ohne Steuermann | Domantas Stankūnas / Dovydas Stankūnas (LTU) | Paolo Covini / Alessandro Gardino (ITA) | Toby Lassen / Felix Rawlinson (GBR) |
| Doppelzweier           | Nicolaas Dirkzwager / Adam Street (NED) | Karlo Borković / Goran Mahmutović (CRO) | Andrea Pazzagli / Edoardo Rocchi (ITA) |
| Vierer ohne Steuermann | NiederlandeKevin-Lee Bieshaar Thomas Driessen Pepijn Ermstrang Reinier Vriens                                                                            | ItalienMatteo Giorgetti Francesco Graffione Tommasso Rossi Ermanno Virgilio                                                                                     | TschechienKryštof Blaha Radim Hönig Jan Lasota Martin Pfeifer |
| Achter                 | GroßbritannienLucas Bowes Benjamin Brockway Joshua Burke Samuel Ford Maximilian Mills Finn Mosedale Benedict Newton Edward Ridley Zahir Ala (Steuermann) | PolenEmilian Jackowiak Jerzy Kaczmarek Kazimir Kujda Tomasz Lewicki Jakub Sobański Bartłomiej Sopoński Oskar Streich Szymon Tomiak Magdalena Ładna (Steuerfrau) | NiederlandeBart Berbers Floris bij de Weg Lancelot Bloemen Pepijn Ermstrang Bart Lauwers Samuel Meijdam Bastiaan van Gerwen Joppe Visch Jaap Worm Hanne Gielliet (Steuerfrau) |

#### Frauen
| Disziplin              | Gold | Silber | Bronze |
| ---------------------- | --- | --- | --- |
| Einer                  | Anna Šantrůčková (CZE) | Alexandra Föster (GER) | Elis Özbay (TUR) |
| Zweier ohne Steuerfrau | Ugnė Juzėnaitė / Kamilė Kralikaitė (LTU) | Courtney Westley / Katherine Williams (RSA) | Frances Casey / Isobel Eliadis-Watson (NZL) |
| Doppelzweier           | Sara Borghi / Elena Sali (ITA) | Iris van den Berg / Jessy Vermeer (NED) | Barbara Jęchorek / Wiktoria Kalinowska (POL) |
| Vierer ohne Steuerfrau | GroßbritannienSarah Marshall Zoe McCutcheon Phoebe Snowden Holly Youd                                                                                         | DeutschlandLuise Bachmann Olivia Clotten Paula Hartmann Lene Mührs | NiederlandeIsa Dignum Lydia Knevel Vera Versteegh Nienke von Hebel |
| Achter                 | GroßbritannienDaisy Faithfull Sophia Issberner Daisy Jackson Tia Lenihan Sarah Marshall Zoe McCutcheon Phoebe Snowden Holly Youd Beatrice Argyle (Steuerfrau) | NiederlandeSanne de Kleijn Sophie Goldschmeding Lotte Jansen Martine Kamminga Rowin Morsinkhof Fréderique Pals Evie Rademaker Anna Sanders Fenna Beukema (Steuerfrau) | Vereinigte StaatenLeah Brannon Tiara Dye Sabrina Gottschalk Ashley Johnson Katherine Myers Lindsey Troftgruben Ryleigh White Lilian Wilhelm Taylor Denger (Steuerfrau) |

#### Mixed
| Disziplin    | Gold                                                                | Silber                                                                     | Bronze                                                                     |
| ------------ | ------------------------------------------------------------------- | -------------------------------------------------------------------------- | -------------------------------------------------------------------------- |
| Doppelvierer | ItalienLorenzo Baldo Martina Fanfani Alice Ramella Tommaso Vianello | DeutschlandHelena Brenke Sydney Grabers Oskar Kroglowski Tjorven Schneider | LitauenRokas Jakubauskas Agnė Kubaitytė Justas Kuskevičius Ugnė Šakickaitė |